# Ermida de São Salvador (Santa Cruz da Graciosa)

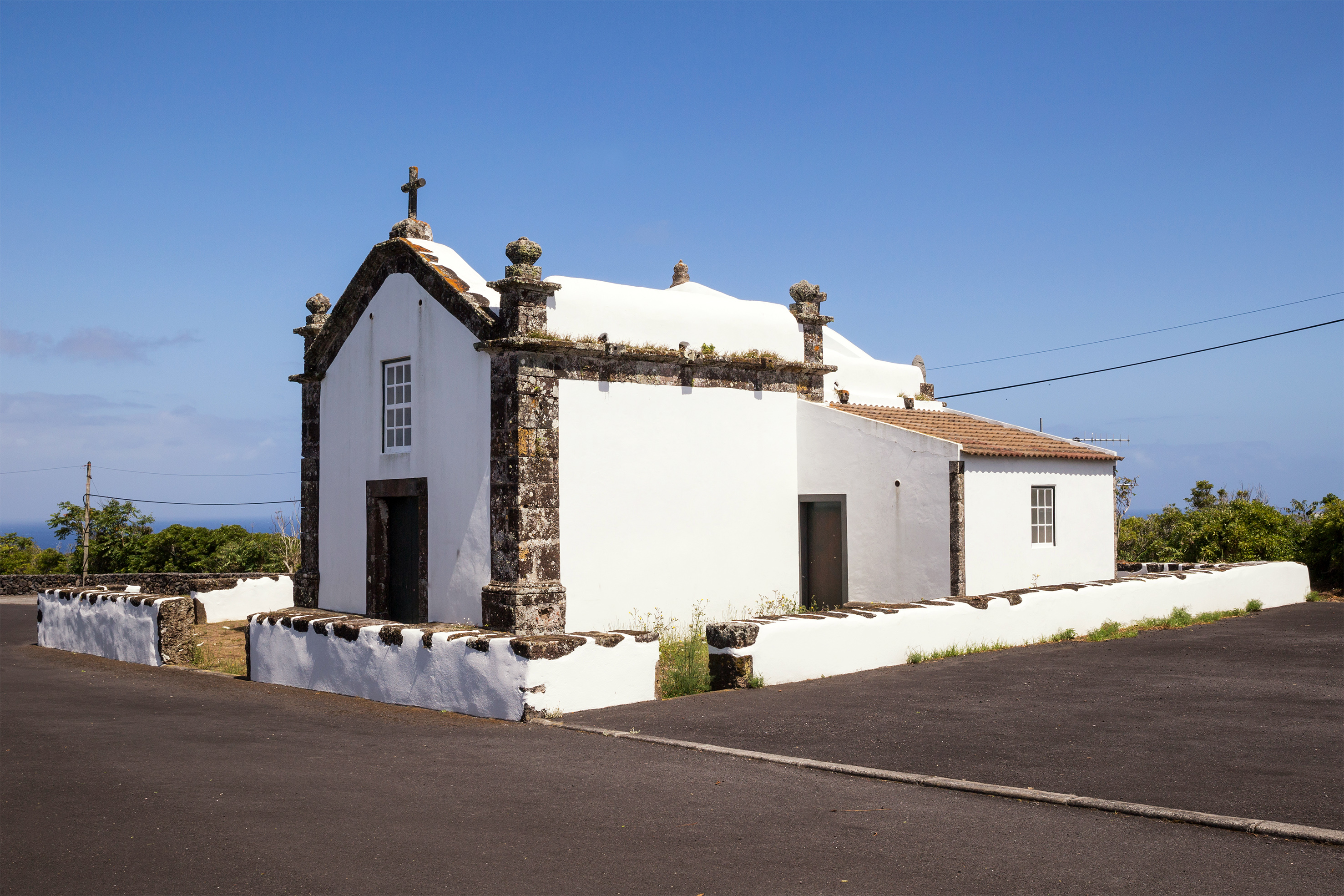
Ermida de São Salvador, Monte da Ajuda.

A Ermida de São Salvador é uma Ermida portuguesa localizada no cimo do Monte da Senhora da Ajuda, no concelho de Santa Cruz da Graciosa, na ilha Graciosa, no arquipélago dos Açores.
Esta ermida que é dedicada a devoção de São Salvador tem uma construção recua ao século XVIII, teve a sua construção entre o ano de 1709 e de 1715. Pouco tempo depois, ainda no mesmo século foi fortemente atingida por tremores de terra. Apresenta-se com 5,95 m de comprimento.
Este templo durante muitos anos foi um centro de devoção fervorosa a Nossa Senhora de Fátima, cuja imagem ali ficava ali entre o dia 13 de Maio e 13 de Outubro, sendo depois levada para a Igreja Matriz de Santa Cruz.